# Église Saint-Nicolas de L'Aiguillon-sur-Mer
Pour les articles homonymes, voir Église Saint-Nicolas.
L’église Saint-Nicolas est une église située à L’Aiguillon-sur-Mer, en Vendée. Appartenant à la paroisse catholique de Saint Michel l’Abbaye, des messes y sont célébrées de nos jours.